# 新埃雷欣
新埃雷欣是巴西圣卡塔琳娜州的一个市镇。总面积64.4平方公里，总人口4118人，人口密度63.9人/平方公里。